# Boulengerula taitana
Boulengerula taitana là một loài không chân từ châu Phi.

## Phân bố
Boulengerula taitana là loài bản địa vùng đồi Taita ở đông nam Kenya.
Môi trường sống tự nhiên của chúng là vùng núi ẩm nhiệt đới hoặc cận nhiệt đới, các đồn điền, vườn nông thôn, và rừng trước đây suy thoái nghiêm trọng. 

## Hình ảnh

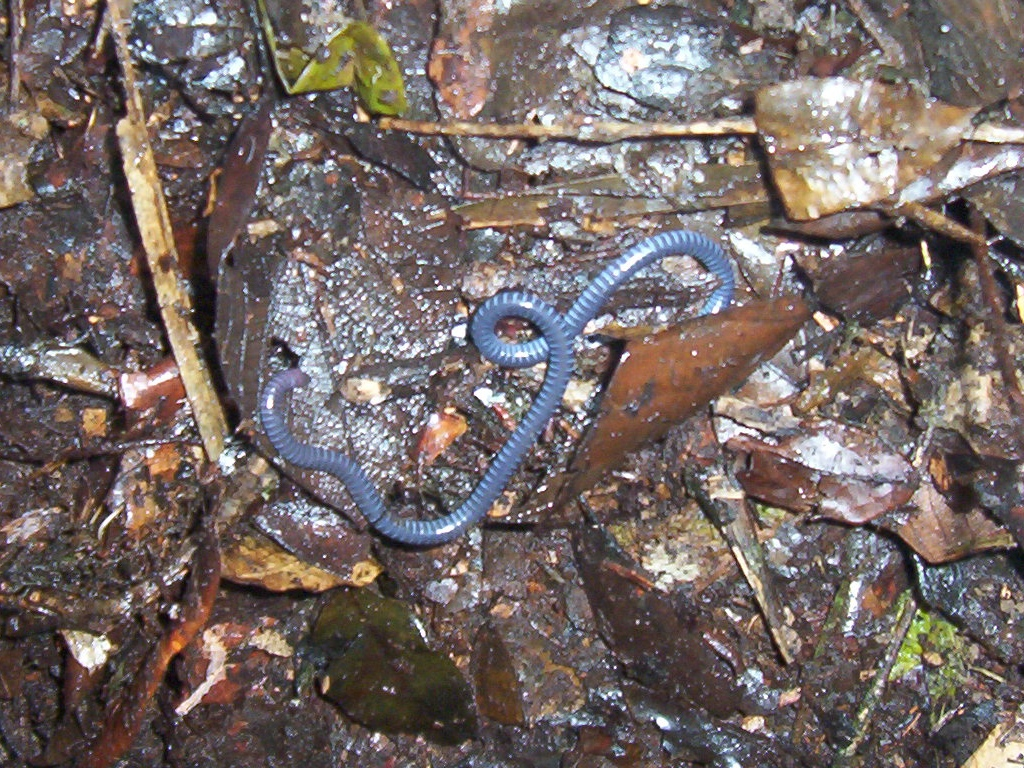
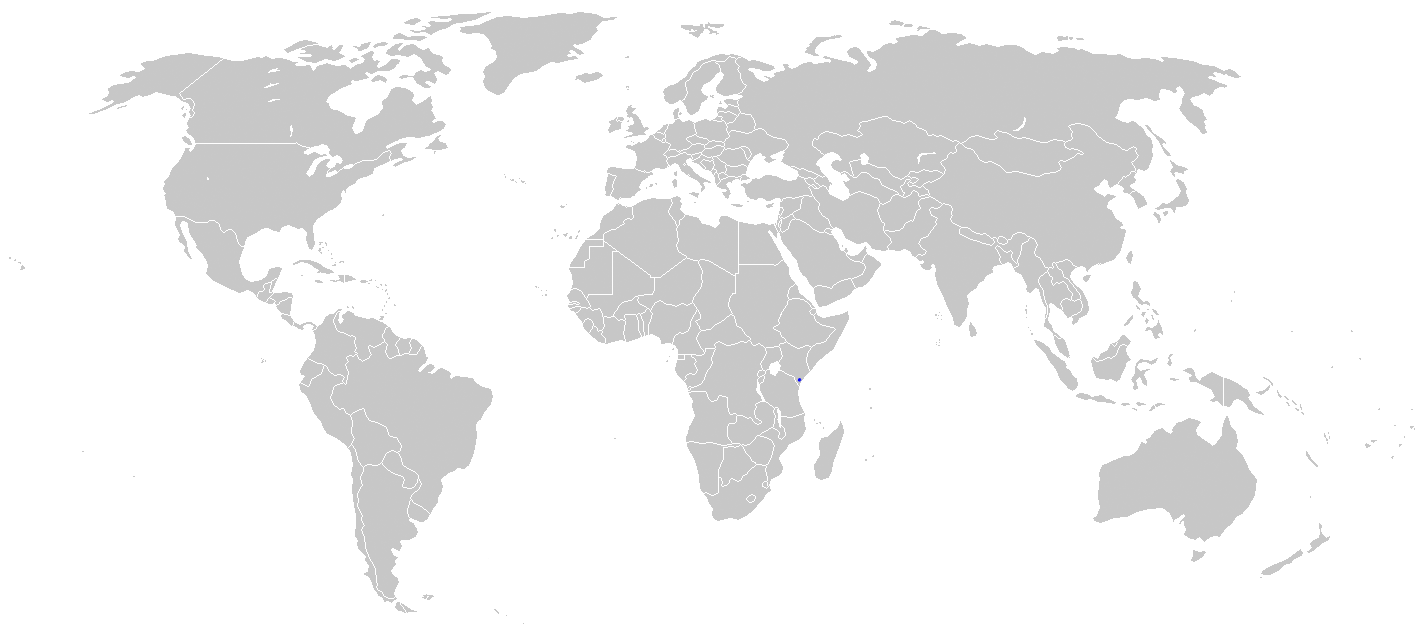